# Heathfield Hall
Heathfield Hall (někdy také Heathfield House) byl dům v Handsworthu, nyní součásti Birminghamu v Anglii, postaven pro inženýra Jamese Watta.

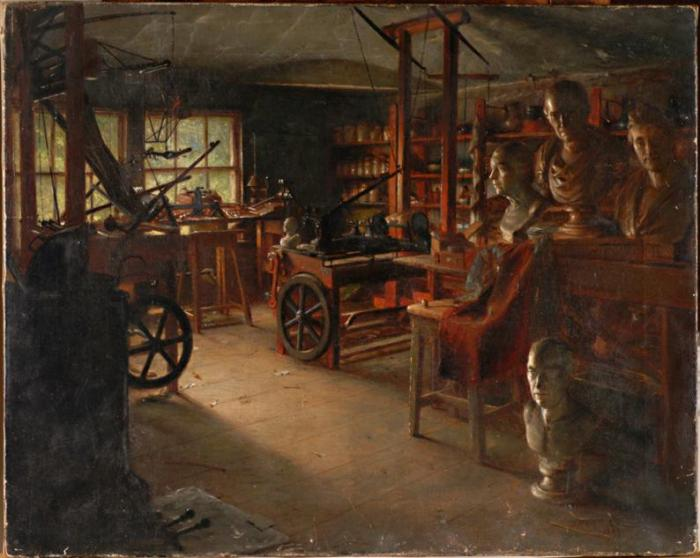
Wattovo pracoviště, malba z roku 1889 od Jonathona Pratta

V roce 1790 doporučil Wattovi jeho obchodní partner Matthew Boulton architekta Samuel Wyatta, který pro Boultona v roce 1789 navrhl tzv. Soho House. Watt navržením domů Wyatta pověřil.
Watt ve svém domě zemřel dne 25. srpna 1819 a byl pohřben v nedalekém kostele sv. Marie. Jeho dílna v podkroví byla poté zapečetěna a jen málo lidí ji kdy navštívilo. Obsah, celkově přes 8 300 předmětů, včetně nábytku, oken, dveří a podlahových desek byl v roce 1924 převezen do Science Museum v Londýně, kde stojí replika Wattovy pracovny.

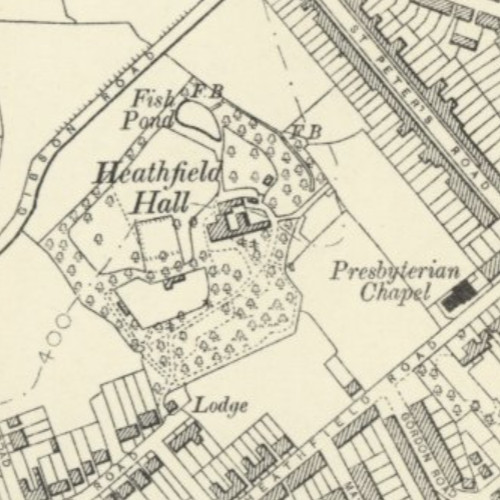
Heathfield Hall na mapě

Po sérii několika majitelů, kteří pomalu pozemek rozprodávali, koupil dům v osmdesátých letech 19. století inženýr George Tangye. Ten Wattovu pracovnu zanechal v původním stavu. Sbírky, které zde po Wattovi a Boultonovi zůstaly, odevzdal městu Birmingham. V domě žil až do své smrti v roce 1920. Po prodeji domu jeho rodinou byl v roce 1927 zbourán.